# Трент Опалок
Трент Опалок (англ. Trent Opaloch; нар. 31 грудня 1969, Тандер-Бей, Канада) — канадський кінооператор.
Став відомий завдяки своїм роботам з режисерами Нілом Бломкампом і Братами Руссо.

## Життєпис
Опалок вивчав кіновиробництво в Коледжі Конфедерації міста Тандер-Бей. Після закінчення навчання в 1996 році, він переїхав до Ванкувера. Там він практикувався в компанії Clairmont Camera, де після практики отримав роботу. У будні дні він допомагав професійним знімальним групам і слухав поради, а у вихідні сам практикувався в зйомці.
У 2010 році Трент був номінований на премію BAFTA за кращу операторську роботу у фільмі «Дев'ятий округ».

## Фільмографія

### Повнометражні фільми
- 2009 — Дев'ятий округ / District 9 (реж. Нілл Блумкамп)
- 2013 — Елізіум / Elysium (реж. Нілл Блумкамп)
- 2014 — Перший месник: Друга війна / Captain America: The Winter Soldier (реж. Брати Руссо)
- 2015 — Робот Чаппі / Chappie (реж. Нілл Блумкамп)
- 2016 — Перший месник: Протистояння / Captain America: Civil War (реж. Брати Руссо)
- 2018 — Месники: Війна нескінченності / Avengers: Infinity War (реж. Брати Руссо)
- 2019 — Месники: Завершення / Avengers: Endgame (реж. Брати Руссо)

### Короткометражні фільми
- 2003 — Run (реж. Річард Валентайн)
- 2003 — Peeper (реж. Річард Валентайн)
- 2006 — Жовтий / Yellow (реж. Нілл Блумкамп)
- 2006 — Темпбот / Tempbot (реж. Нілл Блумкамп)
- 2007 — Термінус / Terminus (реж. Тревор Кевуд)
- 2009 — Bug Hutch (реж. Робин Хейс)
- 2010 — Круті злодії / Badass Thieves (реж. Майк Джордж)
- 2012 — Спецзагін Привид: Альфа / Ghost Recon: Alpha (реж. Франсуа Ало и Ерве де Кресі)
- 2020 — Джип: День бабака / Jeep: Groundhog Day (реж. Джим Дженкінс)